# Chetouane
Chetouane är en ort i Algeriet. Den ligger i provinsen Tlemcen, i den nordvästra delen av landet, 400 km sydväst om huvudstaden Alger. Folkmängden uppgick till cirka 37 000 invånare vid folkräkningen 2008.

## Geografi
Chetouane ligger 578 meter över havet. Terrängen runt Chetouane är kuperad åt sydost, men åt nordväst är den platt. Runt Chetouane är det ganska tätbefolkat, med 96 invånare per kvadratkilometer. Närmaste större samhälle är Tlemcen, cirka 5 km söder om Chetouane. Omgivningarna runt Chetouane är i huvudsak ett öppet busklandskap.